# Armindo Moniz Amaral
Armindo Moniz Amaral (* 8. August 1991 in Suai, Cova Lima, Osttimor) ist ein osttimoresischer Jurist und Hochschuldozent.

## Werdegang
Amaral wurde 1991 im von Indonesien besetzten Osttimor geboren. Sein Vater hatte gegen die indonesischen Invasoren gekämpft, bis er sich 1978 ergab, als der Widerstand zusammenbrach. Zwei Jahre musste Amarals Vater unentgeltlich Zwangsarbeit leisten. Ein Gerichtsverfahren gab es nicht. Dieses Schicksal wurde für den Sohn zum Grund, dass er Jura studieren wollte.
Amaral schloss ein Jurastudium an der indonesischen Katholischen Universität Widya Mandira im Kupang ab und erhielt 2021 einen Doktor in Rechtswissenschaften von der Universität Diponegoro (UNDIP) in Semarang. Ein Jahr später kehrte er nach Osttimor zurück, wo er nun Missstände in Politik und Rechtssystem anprangert. Dazu publiziert er Beiträge in sozialen Netzwerken, die in Osttimor eine große Reichweite haben, und Auftritte und Beiträge in nationalen Medien, wie TVET und GMN TV, wo er als Rechtsexperte als Berater auftritt. Er wurde Dozent für Rechtsphilosophie am Instituto Filosofia e Teologia Dom Jaime Garcia Goulart (ISFIT) und ehrenamtlicher Ausbilder der progressiven Gruppe Vila Verde. Außerdem ist er Dozent an der Universidade da Paz (UNPAZ).

## Veröffentlichungen (Auswahl)
- Legis Corruption in Contemporary Indonesia: Learning from Legal History of Adolf Hitler’s Regime in Germany 1941-1944, 2022.
- The Comparative Law on the Distribution of Power in the 1945 Constitution of the Republic of Indonesia and the Constitution of the Republic Timor Leste, Jurnal IUS Kajian Hukum dan Keadilan 10(3):541-554, 2022.